# لاك جونز
لاك جونز (بالإنجليزية: Lake Jones)‏ هو محامي وقاضي أمريكي، ولد في 10 فبراير 1867 في فيكسبيرغ في الولايات المتحدة، وتوفي في 7 يونيو 1930.